# 나노플로우셀
나노플로우셀(영어: NanoFlowcell)은 스위스와 리히텐슈타인에 있는 전기 자동차 제조업체이다.

## 주요 차종
- 나노플로우셀 콴티노
- 나노플로우셀 콴트 FE

## 같이 보기
- 이온성 액체